# Waterford Regional Sports Centre
Das Waterford Regional Sports Centre (irisch Ionad Spóirt Réigiúnach Phort Láirge) ist ein Fußballstadion mit Leichtathletikanlage in der irischen Stadt Waterford, der Hauptstadt des gleichnamigen Countys. Der Fußballclub Waterford FC trägt hier seine Heimspiele aus. Zum Regional Sports Centre gehören des Weiteren eine 18-Loch-Golfanlage, eine Sporthalle, mehrere Fußball- und Tennisplätze sowie ein Skatepark. Gegenwärtig (2019) bietet es für die Zuschauer 5500 Plätze, davon 3100 Sitzplätze. Die Sportanlage wird auch von den Sportlern vom WIT Athletic Club des Waterford Institute of Technology genutzt.

## Geschichte
Der Bau des Regional Sports Centre begann 1992 und konnte im folgenden Jahr abgeschlossen werden. Der Waterford FC wechselte zur Saison 1993/94 von seiner alten Spielstätte Kilcohan Park, früher auch als Fußballstadion genutzt und heute eine Windhundrennbahn, in den Neubau. Zu dieser Zeit besaß die Sportstätte nur die überdachte Haupttribüne mit nicht ganz 1300 Sitzplätzen an der Cork Road. Sie erstreckt sich an der Mittellinie über ein Drittel der Spielfeldlänge. 2009 ergänzte auf der Gegenseite an der Tramore Road ein weiterer Rang mit 1760 Sitzplätzen das Stadion. Beide Tribünen haben verglaste Seitenwände, die die Zuschauer vor seitlichem Regen und Wind schützen. Es gibt keine sichtbehindernden Dachstützen im Zuschauerbereich. Das RSC besitzt eine Flutlichtanlage, die auf je vier Masten an den beiden Längsseiten steht. Durch die Laufbahn und die Weitsprunganlage liegen die Ränge weit vom Spielfeld entfernt. 2017 wurde der Rasen zum zweiten Mal in zwei Jahren zum besten Platz der League of Ireland gewählt.
Am 26. September 2009 fand im RSC vor 4000 Besuchern das Endspiel um den League of Ireland Cup zwischen dem Waterford FC und den Bohemians Dublin (1:3) statt.

## Besucherrekord und Zuschauerschnitt
Im Halbfinale des FAI Cup 1996/97 am 4. April 1997 trat der Waterford FC gegen den späteren Sieger Shelbourne FC an. Die Partie verfolgten 8500 Besucher.
- 2017: 1550 (First Division)
- 2018: 2314 (Premier Division)

## Spiele der U-17-Fußball-Europameisterschaft 2019 in Waterford
Das Waterford Regional Sports Centre war Austragungsort von vier Gruppenspielen der U-17-Fußball-Europameisterschaft 2019.
- 3. Mai 2019, Gruppe B:  Niederlande –  Schweden 2:0 (2:0)
- 6. Mai 2019, Gruppe A:  Irland –  Tschechien 1:1 (1:1)
- 6. Mai 2019, Gruppe D:  Spanien –  Deutschland 1:0 (0:0)
- 10. Mai 2019, Gruppe C:  Russland –  Ungarn 2:3 (1:1)